# Mayordomo del Reino de Aragón
Dentro de la ordenación político-administrativa de la corona de Aragón, el mayordomo era el primer funcionario de la corte que detentaba el control sobre gran parte de los servicios de la casa real. Entre sus atribuciones se contaban en sus orígenes también el ejercicio del gobierno y la administración de Justicia. El origen del cargo se sitúa hacia 1164 en el Reino de Aragón, siendo el senescal de Barcelona su equivalente en el Condado de Barcelona.
Las Ordenaciones hechas por el rey Pedro IV de Aragón (1344) regularon y dieron una nueva organización al cargo. Se crearon tres nobles mayordomos, uno del reino de Aragón, uno del Principado y uno de los reinos de Valencia y de Mallorca. Estos tenían el derecho de ejercer el cargo en la casa real cuando esta residiera en el territorio correspondiente.
Dentro de las atribuciones del mayordomo requería especial atención la vigilancia de la mesa real así como de la cocina, la botellería (bodega) y la panadería, las caballerizas, los equipajes y lo referente a la caza. También corresponde al mayordomo el reparto de las raciones de comer a los servidores de la corte. Así mismo también podía exigir cuentas de los gastos hechos para las necesidades de la casa real, si bien que la presentación de cuentas correspondía a la escribano de ración. Esto distintigue este cargo en comparación con otras cortes reales: la administración económica y del patrimonio real no iba a cargo del mayordomo sino que era competencia del Maestre racional.
El mayordomo era únicamente el director de la casa real, bajo sus órdenes había funcionarios y también familiares sin cargo en la corte. Los funcionarios supeditados al mayordomo eran: el copero, el botellero, el panadero, escuderos, cocineros, compradores, caballerizos, manescal, halconeros juglares y otros oficios. Sobre estos el mayordomo podía imponer medidas disciplinarias.

## SiglosXIIyXIII
A lo largo del siglo XIII, el Mayordomo del Reino de Aragón fue progresivamente desplazado en las funciones de administración de justicia por el Justicia de Aragón, probablemente porque los mayordomos se ocuparon más sobre temas de índole política. Así, a la hora de escoger un juez mediador entre el rey la nobleza en las Cortes de Ejea de los Caballeros de 1265 se prefirió al Justicia de Aragón.

## sigloXIV
A lo largo del siglo XIV el Mayordomo del Reino de Aragón había quedado reducido a las funciones domésticas de la Casa de Aragón, siendo considerado uno de los cuatro grandes oficiales de la Casa del Rey conjuntamente con el camarlengo, el canciller y el Maestre racional.
Así, hasta el 1344 tan solo existió un Mayordomo del Reino de Aragón escogido de entre la aristocracia militar aragonesa. Las Ordenaciones de Casa y Corte decretadas en 1344 por el rey Pedro IV de Aragón "el Ceremonioso" homogeneizaron la estructura de la Casa de Aragón, de forma que el cargo de Gran senescal de Cataluña quedó reservado a las funciones estrictamente militares, para ser sustituido el 1358 por el cargo de condestable.
Las Ordenaciones de Casa y Corte instituyeron tres mayordomos nobles: uno proveniente de la aristocracia militar del reino de Aragón, uno del Principado de Cataluña y uno de entre los Reino de Valencia y Mallorca. Por debajo de su autoridad había dos Mayordomos caballeros, que eran los que en la práctica ejercían el oficio; todos los oficiales de la Casa de Aragón, desde el camarlengo hacia abajo, los estaban subordinados. Las funciones de estos tres Mayordomos alcanzaban temas como el de cuidar de la mesa del rey, estando bajo su responsabilidad los coperos, botelleros, panaderos, trinchadores, compradores, halconeros, etc. 